# Wilfred den hårige
Wilfred den hårige, född okänt datum i Girona, död 11 augusti 897, var en katalansk regerande greve av Urgell och Cerdanya från 870, och regerande greve av Barcelona mellan åren 878 och 897.